# Marthamycetaceae
Marthamycetaceae Baral, Lantz, Hustad & Minter – rodzina grzybów z klasy patyczniaków (Leotiomyces).

## Systematyka
Pozycja w klasyfikacji według Index Fungorum
Chaetomellales, Leotiomycetidae, Leotiomycetes, Pezizomycotina, Ascomycota, Fungi.
Według aktualizowanej klasyfikacji Index Fungorum bazującej na Dictionary of the Fungi do rzędu Chaetomellales należą rodzaje:
- Cyclaneusma DiCosmo, Peredo & Minter 1983
- Marthamyces Minter 2003
- Mellitiosporiella Höhn. 1919
- Mellitiosporium Corda 1838
- Naemacyclus Fuckel 1874
- Phragmiticola Sherwood 1987
- Propolina Sacc. 1884
- Propolis (Fr.) Corda 1838
- Ramomarthamyces P.R. Johnst. 2019[1].